# Църна река (река в Гърция)
Цъ̀рна рѐка (Чърна река), още Боймия дере, Боймица или Боймишката река (на гръцки: Στραβοπόταμος, Ставропотамос или Πλατύ, Плати или Σείριος, Сириос), е река в Паяк планина, Южна Македония. Реките Грамощица и Църна река и по-малката Валеараци обособяват централния дял на планината, съответно от запад и от изток. В тази част са върховете Поглед (1650), Байраците (1420), Голата чука (1307), Кашпот (1300), Гацови митеризи и други. Източният дял на планината е разположен между Църна река и Люмнишката.
Реката започва под името Мирджана в източната част на Паяк, като на практика се формира в котловината на Ливада (Ливади) от няколко малки потока, извиращи под върховете Юручка и Круска. Тече на изток като разделя северния и южния дял на Паяк. Южно под връх Паларци (729 m) завива на югоизток и минава западно покрай село Църна река (Карпи). В тази част е известна с гръцкото име Мавро Рема, тоест Черна река. Излиза от планината и северно от град Гумендже (Гумениса) приема първия си голям приток, десния Голема река (Мегало рема), и завива на североизток. Под височината Алба Катра (192 m) завива отново на изток. Тук е известна с гръцкото име Мегало Потами, тоест Голема река. Приема левия си приток Латомирица и при село Горгопик (Горгопи) завива на югоизток. Тук носи името Горгопска река (Горгопи). Северно от село Валгаци (Камбохори) завива отново на изток и се влива във Вардар.

## Водосборен басейн
→ ляв приток, ← десен приток
- → Гува
- → Валисака

- → Синистра

- ← Валисофто
- ← Голема река

- ← Фусирела

- ← Мицков дол
- → Латомирца

- ← Вале Маре
- → Падалищка река

- → Стридол
- ← Мицков дол